# 大山誠一郎
大山 誠一郎（おおやま せいいちろう、1971年 -）は、日本の推理作家、翻訳家。埼玉県蕨市生まれ。少年時代を広島県の福山市で過ごす。京都大学在学中は推理小説研究会に所属。本格ミステリ作家クラブ会員。京都大学法学部中退。

## 経歴
2002年、電子書籍販売サイト「e-NOVELS」に犯人当てミステリ「彼女がペイシェンスを殺すはずがない」を発表し注目される。2004年、『アルファベット・パズラーズ』で本格的に小説家デビュー。同作は『本格ミステリ・ベスト10』2005年版で第8位にランクインする。
2011年に発表された「新世紀本格短編オールベスト・ランキング」では、「彼女がペイシェンスを殺すはずがない」が第8位に、「佳也子の屋根に雪ふりつむ」が第15位にランクインしている。
2012年、『密室蒐集家』が『本格ミステリ・ベスト10』2013年版で第2位となる。2013年、同作で第13回本格ミステリ大賞（小説部門）を受賞。
2018年、『アリバイ崩し承ります』が『本格ミステリ・ベスト10』2019年版で第1位となる。
2022年、「時計屋探偵と二律背反のアリバイ」で第75回日本推理作家協会賞（短編部門）を受賞。

## ミステリ・ランキング
- 週刊文春ミステリーベスト10
  - 2015年 - 『赤い博物館』13位
  - 2018年 - 『アリバイ崩し承ります』11位
  - 2020年 - 『ワトソン力』8位

- このミステリーがすごい!
  - 2016年 - 『赤い博物館』19位
  - 2019年 - 『アリバイ崩し承ります』15位
  - 2021年 - 『ワトソン力』31位
  - 2023年 - 『時計屋探偵の冒険 アリバイ崩し承ります2』31位、『記憶の中の誘拐 赤い博物館』43位
  - 2025年 - 『にわか名探偵 ワトソン力』32位

- 本格ミステリ・ベスト10
  - 2005年 - 『アルファベット・パズラーズ』8位
  - 2007年 - 『仮面幻双曲』10位
  - 2013年 - 『密室蒐集家』2位
  - 2016年 - 『赤い博物館』6位
  - 2019年 - 『アリバイ崩し承ります』1位
  - 2021年 - 『ワトソン力』6位
  - 2023年 - 『記憶の中の誘拐 赤い博物館』17位、『時計屋探偵の冒険 アリバイ崩し承ります2』22位
  - 2025年 - 『にわか名探偵 ワトソン力』18位

- ミステリが読みたい!
  - 2014年 - 『密室蒐集家』15位

## 作品リスト

### 訳書
- 永久の別れのために（エドマンド・クリスピン著、2000年9月 原書房）
- 死の殻（ニコラス・ブレイク著、2001年10月 創元推理文庫）

### 小説

#### 赤い博物館
- 赤い博物館（2015年9月 文藝春秋 / 2018年9月 文春文庫）
  - 収録作品：パンの身代金 / 復讐日記 / 死が共犯者を別つまで / 炎 / 死に至る問い
- 記憶の中の誘拐 赤い博物館（2022年1月 文春文庫）
  - 収録作品：夕暮れの屋上で / 連火 / 死を十で割る / 孤独な容疑者 / 記憶の中の誘拐

#### アリバイ崩し承ります
- アリバイ崩し承ります（2018年9月 実業之日本社 / 2019年11月 実業之日本社文庫）
  - 収録作品：時計屋探偵とストーカーのアリバイ / 時計屋探偵と凶器のアリバイ / 時計屋探偵と死者のアリバイ / 時計屋探偵と失われたアリバイ / 時計屋探偵とお祖父さんのアリバイ / 時計屋探偵と山荘のアリバイ / 時計屋探偵とダウンロードのアリバイ
- 時計屋探偵の冒険 アリバイ崩し承ります2（2022年3月 実業之日本社）
  - 収録作品：時計屋探偵と沈める車のアリバイ / 時計屋探偵と多すぎる証人のアリバイ / 時計屋探偵と一族のアリバイ / 時計屋探偵と二律背反のアリバイ / 時計屋探偵と夏休みのアリバイ

#### ワトソン力
- ワトソン力（2020年9月 光文社 / 2025年7月 光文社文庫）
  - 収録作品：プロローグ / 赤い十字架 / 暗黒室の殺人 / 求婚者と毒殺者 / インタールードI / 雪の日の魔術 / インタールードII / 雲の上の死 / 探偵台本 / 不運な犯人 / エピローグ
- にわか名探偵 ワトソン力（2024年5月 光文社）
  - 収録作品：屍人たちへの挽歌 / ニッポンカチコミの謎 / リタイア鈍行西へ / 二の奇劇 / 電影パズル / 服のない男 / 五人の推理する研究員

#### その他の小説
- アルファベット・パズラーズ（2004年10月 東京創元社 ミステリ・フロンティア / 2013年6月 創元推理文庫）
  - 収録作品：Pの妄想 / Fの告発 / Cの遺言（文庫版のみ収録） / Yの誘拐
- 仮面幻双曲（2006年6月 小学館 / 2023年6月 小学館文庫）
- 密室蒐集家（2012年10月 原書房 ミステリー・リーグ / 2015年11月 文春文庫）
  - 収録作品：柳の園 / 少年と少女の密室 / 死者はなぜ落ちる / 理由ありの密室 / 佳也子の屋根に雪ふりつむ

#### アンソロジー
「」内が大山誠一郎の作品
- 新・本格推理03 りら荘の相続人（2003年3月 光文社文庫）「聖ディオニシウスのパズル」
- 本格ミステリ03 2003年本格短編ベスト・セレクション（2003年6月 講談社ノベルス）「彼女がペイシェンスを殺すはずがない」
  - 【改題】論理学園事件帳 本格短編ベスト・セレクション（2007年1月 講談社文庫）「彼女がペイシェンスを殺すはずがない」
- 不可能犯罪コレクション（2009年6月 原書房 ミステリー・リーグ）「佳也子の屋根に雪ふりつむ」
- 蝦蟇倉市事件〈1〉（2010年1月 東京創元社 ミステリ・フロンティア）「不可能犯罪係自身の事件」
  - 【改題】晴れた日は謎を追って がまくら市事件（2014年12月 創元推理文庫）
- 本格ミステリ'10 二〇一〇年本格短編ベスト・セレクション（2010年6月 講談社ノベルス）「佳也子の屋根に雪ふりつむ」
  - 【改題】凍れる女神の秘密 本格短編ベスト・セレクション（2014年1月 講談社文庫）
- 密室晩餐会（2011年6月 原書房 ミステリー・リーグ）「少年と少女の密室」
- ベスト本格ミステリ2015（2015年6月 講談社ノベルス）「心中ロミオとジュリエット」
  - 【再編集・改題】ベスト本格ミステリ TOP5 短編傑作選001（2018年12月 講談社文庫）
- 悪意の迷路（2016年11月 光文社 / 2019年5月 光文社文庫）「うれひは青し空よりも」
- ベスト本格ミステリ2016（2016年6月 講談社ノベルス）「炎」
- 新鮮 THE どんでん返し（2017年12月 双葉文庫）「事件をめぐる三つの対話」
- ベスト本格ミステリ2018（2018年6月 講談社ノベルス）「顔のない死体はなぜ顔がないのか」
  - 【再編集・改題】ベスト本格ミステリ TOP5 短編傑作選004（2019年6月 講談社文庫）
- 本格王2019（2019年7月 講談社文庫）「探偵台本」
- 沈黙の狂詩曲 最新ベスト・ミステリー（2019年11月 光文社）「事件をめぐる三つの対話」
  - 【分冊・改題】沈黙の狂詩曲 精華編 Vol.1 日本最旬ミステリー「ザ・ベスト」（2021年5月 光文社文庫）
- 本格王2020（2020年8月 講談社文庫）「時計屋探偵と多すぎる証人のアリバイ」
- 超短編！ 大どんでん返し（2021年2月 小学館文庫）「硬く冷たく」
- Story for you（2021年3月 講談社）「石灯籠はなぜ赤い」
- 神様の罠（2021年6月 文春文庫）「孤独な容疑者」
- 本格王2022（2022年6月 講談社文庫）「カラマーゾフの毒」
- Jミステリー2022 FALL（2022年10月 光文社文庫）「二の奇劇」
- 密室ミステリーアンソロジー 密室大全（2023年7月 朝日文庫）「佳也子の屋根に雪ふりつむ」
- 嘘をついたのは、初めてだった（2023年11月 講談社）「偽りの証言」

#### 単行本未収録短編
- ＜悪役専門俳優＞シリーズ
  - 心中ロミオとジュリエット（新潮社『小説新潮』2014年2月号）
  - うれひは青し空よりも（新潮社『小説新潮』2015年9月号）
  - 最後の写真（新潮社『小説新潮』2018年9月号）
  - 伯母の暗号（新潮社『小説新潮』2019年2月号）
  - 404号室の壁抜け男（新潮社『小説新潮』2020年2月号）
  - カラマーゾフの毒（新潮社『小説新潮』2021年2月号）
- ＜数学的遺言＞シリーズ
  - 数学的遺言（講談社『メフィスト』2017年 VOL.2）
  - 顔のない死体はなぜ顔がないのか（講談社『メフィスト』2017 VOL.3）
  - 便乗犯はいかにして便乗したのか（講談社『メフィスト』2018 VOL.2）
- 和山夜羽の5W1H事件簿
  - どちらが先に死んだのか？（朝日新聞出版『小説トリッパー』2022年春号）
  - どこで降りたのか？（朝日新聞出版『小説トリッパー』2022年夏号）
  - 何を企んでいるのか？（朝日新聞出版『小説トリッパー』2022年秋号）
  - なぜ毎日一本だけ買うのか？（朝日新聞出版『小説トリッパー』2022年冬号）
  - 凶器はどうやって移動したのか？（朝日新聞出版『小説トリッパー』2023年秋号）
- 赤い博物館
  - 三十年目の自首（文藝春秋『オール讀物』2023年6月号）
  - 死の絆（文藝春秋『オール讀物』2023年12月号）
  - 名前のない脅迫者（文藝春秋『オール讀物』2024年5月号）
  - 三匹の子ヤギ（文藝春秋『オール讀物』2024年7・8月号）
- 探偵の血脈
  - 灰燼の夢・1946（双葉社『小説推理』2023年7月号 - 8月号）
  - コンクリートの幻・1964（双葉社『小説推理』2023年10月号 - 11月号）
  - 廃ビルの月・1982（双葉社『小説推理』2024年1月号 - 2月号）
  - 邂逅の時・2000（双葉社『小説推理』2024年4月号 - 5月号）
- アリバイ崩し承ります3
  - 時計屋探偵と新年のアリバイ（実業之日本社『Webジェイ・ノベル』2024年1月23日配信）
- その他
  - 硬く冷たく（小学館『STORY BOX』2019年8月号）
  - 石灯籠はなぜ赤い（講談社 tree 連載企画 Story for you 2020年8月8日）
  - 二十年後、梅ノ橋で（『北國新聞』2023年3月25日）

### ゲーム
- 切断された五つの首（2010年7月 『TRICK×LOGIC Season 1』 ソニー・コンピュータエンタテインメント）
- 目の壁の密室（2010年9月 『TRICK×LOGIC Season 2』 ソニー・コンピュータエンタテインメント）

## 映像化作品

### テレビドラマ
- 犯罪資料館 緋色冴子シリーズ『赤い博物館』（2016年8月29日・2017年7月10日、全2作、TBS系「月曜名作劇場」枠、主演：松下由樹、原作：赤い博物館）
- アリバイ崩し承ります（2020年2月1日 - 3月14日、全7話、テレビ朝日系「土曜ナイトドラマ」枠、主演：浜辺美波）[6]

## 日本国外での刊行

### 台湾（繁体字）
- 密室收藏家（2016年12月 白象文化） - 密室蒐集家
- 赤色博物館（2017年6月 白象文化） - 赤い博物館
- 偽證破解家（2020年4月 白象文化） - アリバイ崩し承ります

### 中国（簡体字）
- 密室收藏家（2017年10月 読客文化）- 密室蒐集家
- 绝对不在场证明（2020年5月 読客文化）- アリバイ崩し承ります
- 诡计博物馆（2020年6月 読客文化）- 赤い博物館